# 바케모노

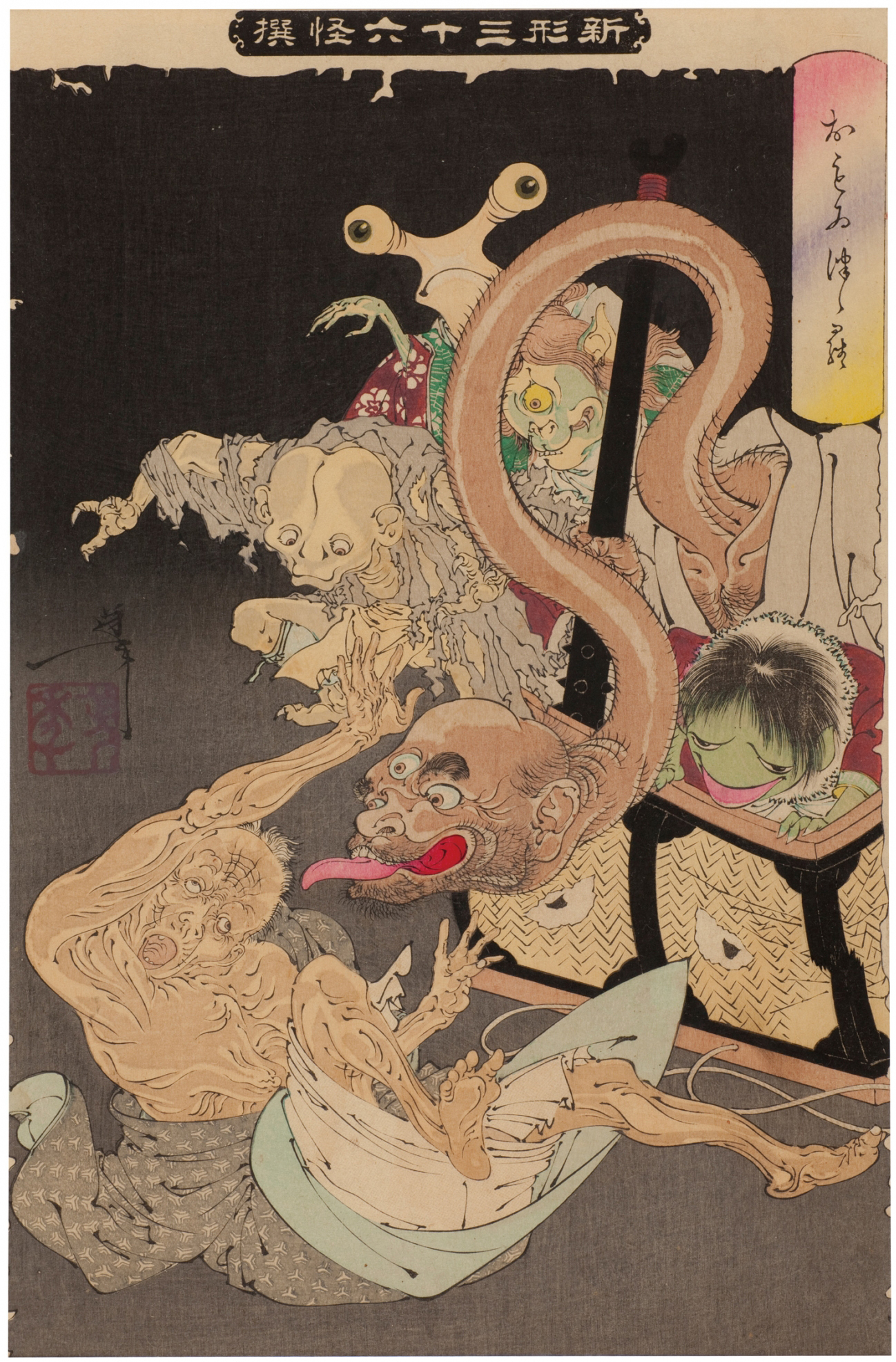

바케모노(化け物) 또는 오바케(お化け)는 일본 민속에서, 본래 갖추어야 할 모습에서 크게 벗어나 변화한 것, 또는 그 변화를 말한다. 소위 "괴물"이라고도 하지만 정확히 일치하는 것은 아니다.